# Eudes (roi des Francs)
Pour les articles homonymes, voir Eudes et Odon.
Eudes, ou Odon, né après 852 et mort le 3 janvier 898 à La Fère, comte de Paris et marquis de Neustrie (866-868 puis 886-888), est un roi des Francs (888-898), premier roi de la dynastie des Robertiens.

## Biographie

### Marquis de Neustrie
Fils aîné de Robert le Fort, marquis de Neustrie, il appartient à la branche des Robertiens. À la mort de son père en 866, il hérite du titre de marquis de Neustrie, mais le roi Charles II le Chauve le dépossède en 868 de ce titre qu'il donne à Hugues l’Abbé. Dès lors, Eudes ne dispose plus que d'un petit patrimoine personnel en Neustrie, territoire qui constitue le cœur de son pouvoir.
En 882 ou 883, il est fait comte de Paris sans doute avec l'accord d'Hugues l'Abbé et le soutien de l'évêque Gozlin, ce qui « rééquilibre ainsi vers le nord, vers la France mineure, l'assise des Robertiens ». Paris, « capitale de la Francie [et] clé des royaumes de Neustrie et de Bourgogne » si l'on en croit Foulques de Reims, devient un élément essentiel du dispositif robertien. C'est à ce titre qu'Eudes soutient, avec l'aide de l'évêque Gozlin, le siège de Paris par les Vikings au cours de l'hiver 885/886. Au cours de ce siège, la mort du comte Henri lui permet, en septembre 886, d'être investi marquis de Neustrie.
Il obtient en outre de Charles III le Gros, empereur d'Occident et roi des Francs occidentaux depuis juin 885 à la suite de la mort de Carloman en décembre 884, un certain nombre de comtés (Tours, Blois, Angers notamment) qui élargissent encore son assise territoriale importante en Neustrie, d'autant qu'il récupère par ailleurs, après la mort d'Hugues l'Abbé en 886, la fonction d'abbé laïc de Saint-Martin de Tours dont avait disposé son père.

### Roi des Francs de l'Ouest

Sous, en 887, l'Empire carolingien est pratiquement reconstitué.

L'étape suivante est pour Eudes la royauté elle-même. En effet, l'empereur Charles III le Gros est déchu par les grands du royaume peu avant sa mort en 888. On lui reproche notamment d'avoir trop tardé à envoyer des troupes afin de lutter contre les Normands à Paris, et de s'être contenté en octobre 886, malgré la résistance acharnée de la ville, de leur proposer de les payer pour qu'ils cessent leurs agissements, sans succès d'ailleurs (ils partirent piller la Bourgogne).
Cette incapacité à rétablir l'ordre dans le royaume déconsidère Charles III et amène une partie des grands, au sein desquels les Robertiens tiennent une place éminente, à choisir Eudes, lequel avait soutenu le siège de Paris par les Vikings au cours de l'hiver 885/886, pour le remplacer. Le 29 février 888, tandis que l'héritier légitime du trône, le futur Charles III le Simple, est écarté en raison de sa jeunesse, Eudes est élu roi des Francs et sacré en l'abbaye Saint-Corneille de Compiègne, par son parent l'archevêque de Sens Gautier.

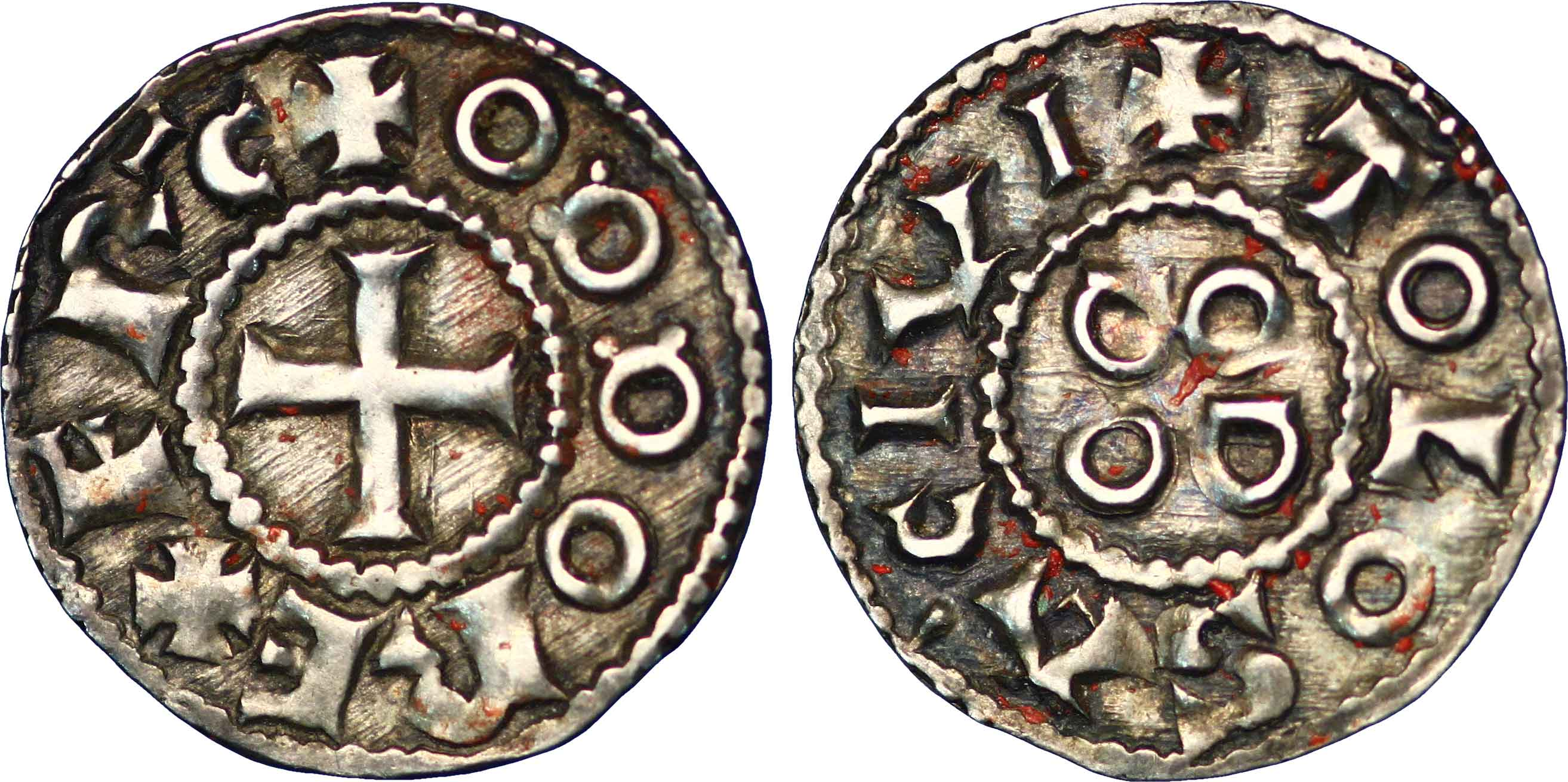
Denier de Toulouse sous le roi Eudes.

Le fait qu'Eudes, comme le chef de guerre Boson élu à la tête du royaume de Provence en 879, ne soit pas un descendant de Charlemagne montre à quel point la position de la haute aristocratie s'est affermie vis-à-vis de l'État carolingien. Sans contester une certaine légitimité royale aux membres de la famille carolingienne, les grands ne souhaitent pas rester prisonniers de celle-ci pour choisir l'homme qui, au sein du royaume, dispose des qualités les plus évidentes pour assumer la fonction royale : « l'élection et l'acclamation par les grands sont redevenus les éléments constitutifs de l'accession au trône, tandis que le sacre perd encore de son efficacité comme fondement du pouvoir royal ».

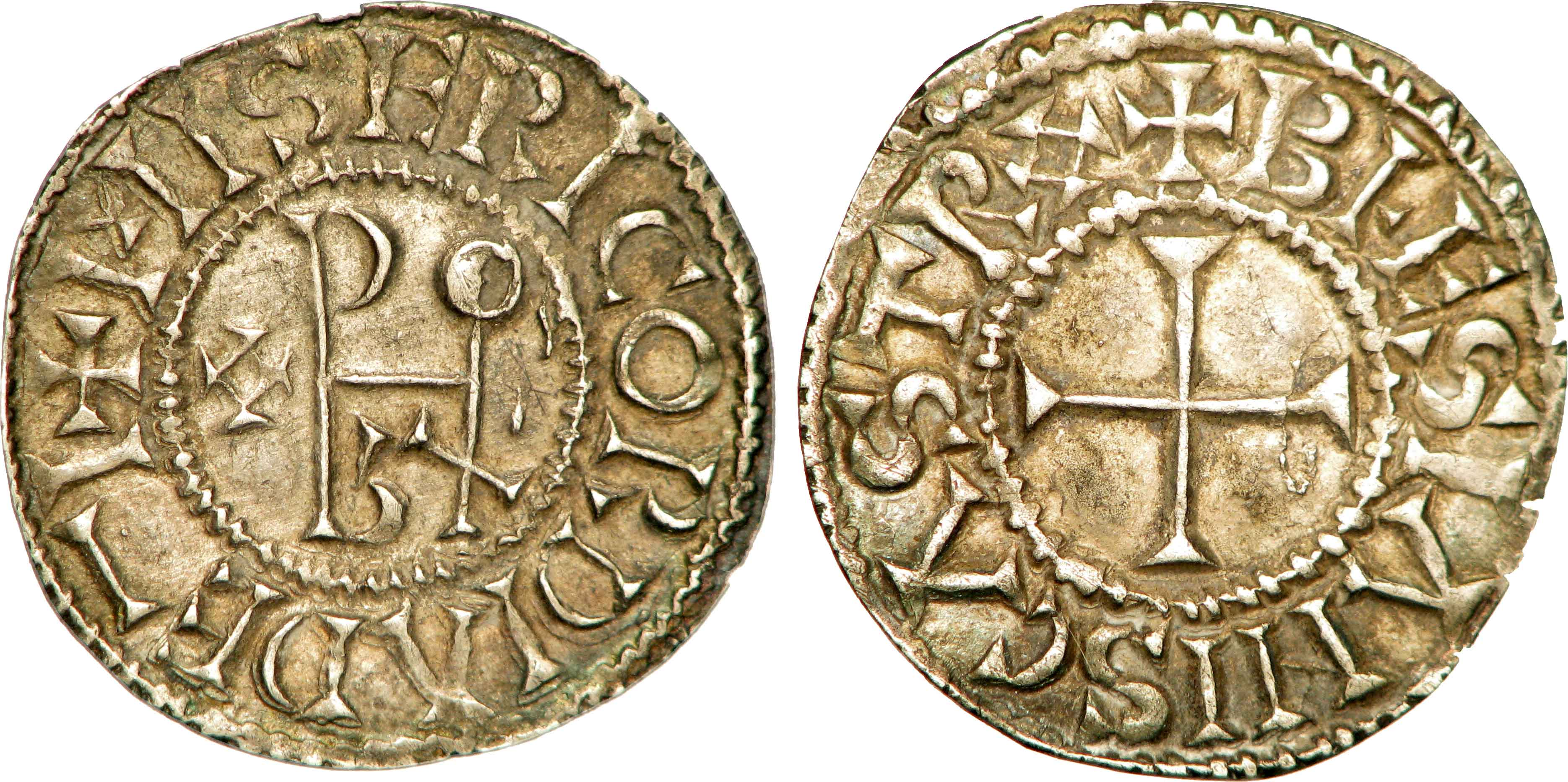
Denier de Blois sous le roi Eudes.

### Un monarque contesté

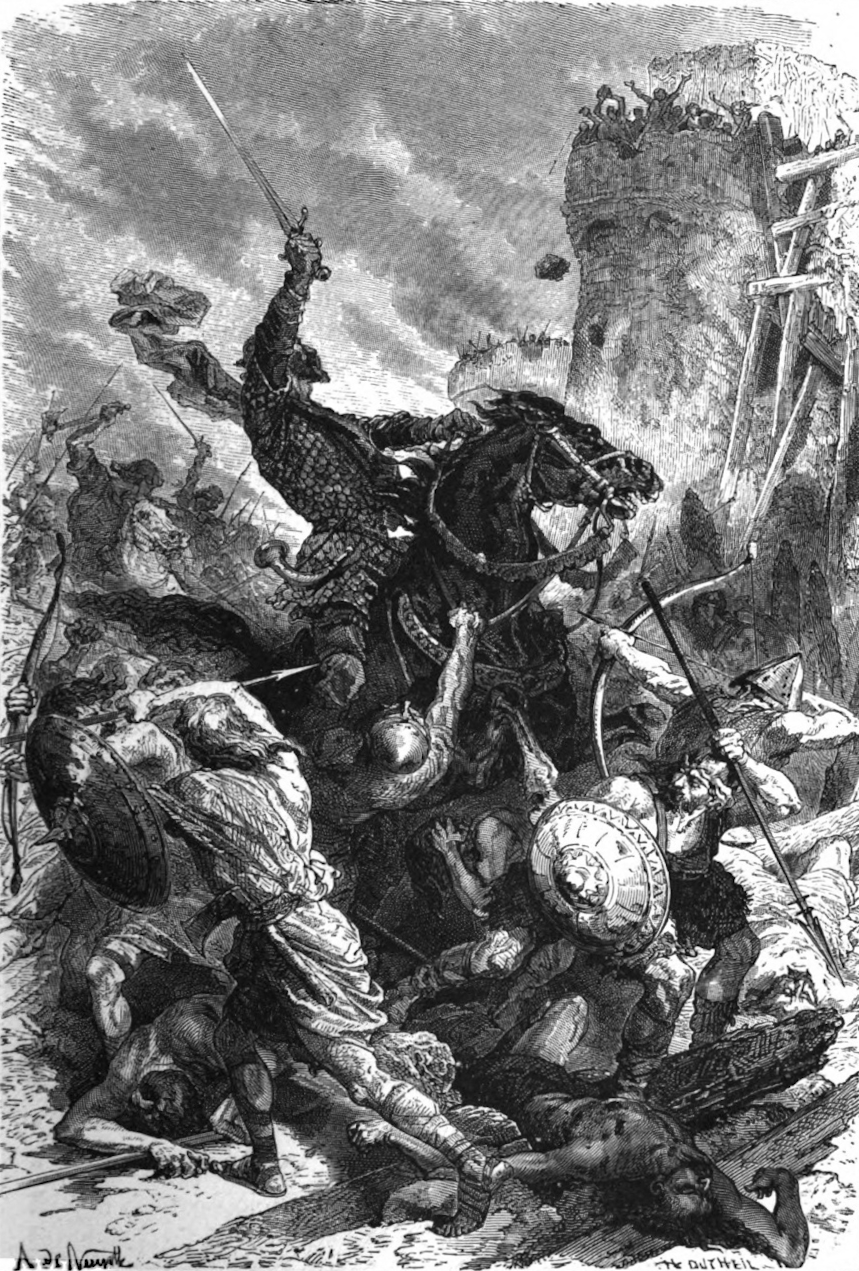
Eudes au siège de Paris.
Illustration d'Alphonse de Neuville pour L'histoire de France : depuis les temps les plus reculés jusqu'en 1789, racontée à mes petits-enfants de François Guizot., XIXe siècle.

Cependant, Eudes reste contesté, notamment du fait de l'opposition de l'archevêque de Reims, Foulques, qui lui suscite un concurrent en faisant élire roi des Francs puis sacrer à Langres Guy III de Spolète, et de celle de Ramnulf II comte de Poitiers, tuteur du jeune Charles le Simple. Il lui faut l'appui d'Arnulf de Carinthie, roi de Francie orientale, pour obtenir le soutien de l'ensemble des grands du royaume, officialisé par un second couronnement à Reims le 13 novembre 888, à l'aide du matériel (manteau, couronne, sceptre) envoyé par Arnulf, sans doute d'Aix-la-Chapelle.
Eudes, en tant que roi, remporte sur les Vikings une première victoire le 24 juin 888, dans la forêt de Montfaucon d'Argonne, une seconde en 892, près de Montpensier en Limagne. Les Normands mettent néanmoins à sac les villes de Meaux, Troyes, Toul, Verdun, Évreux et Saint-Lô. Malgré tout, sa volonté de lutter contre les invasions normandes demeure intermittente, dans la mesure où il se contente souvent de leur verser tribut (Danegeld) pour détourner leur violence.
Eudes ne parvient pas en fait à rétablir l'autorité du pouvoir royal au niveau de ce qu'elle était à l'époque de Charles II le Chauve : « il ne contrôle réellement que les régions situées entre Loire et Seine ». Cela s'explique en partie par le fait que, pendant tout son règne, Charles va chercher à récupérer le trône de son père, en s'appuyant sur la persistance d'un légitimisme carolingien, notamment entre Seine et Meuse. Il dispose dans cette lutte d'alliés parmi les grands comtes, princes féodaux, notamment Baudouin II de Flandre. Ces derniers sont en effet inquiets de la volonté d'Eudes de réaffirmer la capacité royale à disposer à son gré d'honores que leurs titulaires considèrent s'être approprié définitivement. Plus largement, les grands souhaitent contenir l'extension de la puissance robertienne et au contraire maintenir et développer l'étendue de leurs réseaux et de leurs possessions, éventuellement au détriment du fisc royal. Il s'agit avant tout de bien faire comprendre à la puissance royale, quelle qu'elle soit, que désormais les princes du royaume disposent seuls de la puissance d'action : le roi doit se contenter d'une allégeance formelle, sans prétendre intervenir directement dans chacun des regna qui composent l'ensemble franc.
Le couronnement à Reims, le 28 janvier 893, de Charles III le Simple fournit l'occasion aux princes de soutenir plus ou moins ouvertement un roi « alternatif » dont l'existence met à mal la légitimité et donc la puissance du Robertien. En 895 Eudes se rendit à Corbie et marcha sur Arras tenu par le comte de Flandre qui négocia le retrait de ses troupes ; l'année suivante, Eudes parvint à s'emparer de Péronne et de Saint-Quentin tenu par Rodulfe, comte de Cambrai et frère de Baudouin[réf. incomplète].
De ce point de vue, le fait que matériellement Eudes dominait Charles, en le contraignant à la défensive et en prenant Reims, ne changea rien au fait que sa position n'était pas assurée. Les grands aristocrates du royaume le savaient et s'en servirent, jouant ainsi successivement un roi contre l'autre pour augmenter leur assise au sein du royaume, y compris en terme territorial.
Finalement, Eudes reconnut, juste avant sa mort, Charles III le Simple comme son successeur, en échange d'un nouveau prélèvement de terres appartenant au fisc royal au bénéfice de son frère Robert.

## Mort et tombeau
Il meurt en 898 à La Fère, et est inhumé à Saint-Denis. En 996, son petit-neveu Hugues Capet est inhumé à ses côtés et en 1263, Louis IX décide d'un programme visant à réaliser des monuments funéraires pour marquer le rôle de nécropole royale dévolue à l'abbaye de Saint-Denis. Il commande une série de quatorze mausolées ornés de gisants pour recouvrir les restes des derniers carolingiens ainsi que des premiers capétiens. Parmi les tombeaux commandés figurent ceux de Eudes et Hugues Capet. Ceux-ci se trouvaient à la croisée du transept à côté de l'autel matutinal et derrière les tombeaux de Robert II le Pieux et de Constance d'Arles.
En août 1793, ils sont parmi les premiers tombeaux détruits par ordre de la Convention lors de la profanation des tombes de la basilique Saint-Denis. Les deux gisants d'Eudes et Hugues disparaissent en même temps que celui du roi Dagobert Ier. De ces tombeaux, seul un dessin de l'historien et collectionneur François Roger de Gaignières est conservé à la Bibliothèque nationale de France.

## Descendance
Il épouse Théodérade, qui est peut-être la petite-fille d'Aleran, comte de Troyes, dont il aurait eu un fils :
- Gui : connu par une unique mention dans une Charte de Redon comme témoin le 28 août 903 d'un acte du duc Alain de Bretagne, acte qui est peut-être un faux[24].

Une autre source lui donne :
- Arnoul, mort peu après son père, cité par Adémar de Chabannes[25].

## Jeux vidéo
Eudes est un personnage jouable dans Crusader Kings III à partir de la date de 867. Il est décrit de la manière suivante : « En juillet 866, le pillard viking Hasting tue le père d'Eudes, Robert le Fort à la Bataille de Brissarthe. Quelques mois plus tard, sa mère Adélaïde de Tours meurt en donnant naissance à son frère Robert Ier. Le monde est cruel et l'avenir peut sembler incertain, mais ces orphelins sont destinés à s'asseoir sur le trône de France. Leurs descendants, les Capétiens, régneront sur la France pendant des siècles. Saurez-vous naviguer dans la politique perfide de la France médiévale et accomplir le destin des frères Robertiens ? »